# Rhammatophyllum
Rhammatophyllum là chi thực vật có hoa trong họ Cải.